# Faradiélé
Faradiélé è un comune rurale del Mali facente parte del circondario di Bougouni, nella regione di Sikasso.
Il comune è composto da 9 nuclei abitati:
- Faraba
- Faradiélé
- Faradiélébougou
- Flola
- Koka
- N'Gonzana
- Sadié
- Tabacorolé
- Tiéfagala